# 캐롤라이나 허리케인스
캐롤라이나 허리케인스(영어: Carolina Hurricanes)는 미국 북아메리카 노스캐롤라이나주 롤리를 연고지로 하는 프로페셔널 아이스하키 팀이다. 이 팀은 NHL의 동부 콘퍼런스 메트로폴리탄 디비전에 속해 있으며 18,860개의 좌석이 있는 PNC 아레나에서 홈 경기를 펼친다. 같은 주에 위치한 두 메이저 팀으로는 샬럿(영어: Charlotte)에 위치한 NFL 캐롤라이나 팬서스(영어: Carolina Panthers), NBA 소속 샬럿 호니츠(영어: Charlotte Hornets)가 있다.
이 허리케인스 팀은 1971년에 월드 하키 협회(WHA)의 뉴잉글랜드 웨일러스(영어: New England Whalers)라는 이름으로 창설되었으며 1979년에 NHL-WHA 합병의 일부로서 NHL에 병합되어 하트포드 훼일러즈(영어: Hartford Whalers)로 남았다. 이 팀은 1997년에 노스캐롤라이나 주로 위치를 이동한 뒤 2005~2006 시즌에서 첫 스탠리 컵 우승을 거머쥐었다.

## 역대 홈경기장
| 경기장                | 사용기간      | 수용인원 | 장소                        | 비고                                                                     |
| --------------------- | ------------- | -------- | --------------------------- | ------------------------------------------------------------------------ |
| 캐롤라이나 허리케인스 |               |          |                             |                                                                          |
| 그린즈버러 콜리시엄   | 1997년~1999년 | 15,000명 | 노스캐롤라이나주 그린즈버러 | 빈칸                                                                     |
| PNC 아레나            | 1999년~현재   | 18,680명 | 노스캐롤라이나주 롤리       | 롤리 엔터테인먼트 & 스포츠 아레나(1999년~2002년) RBC 센터(2002년~2012년) |